# Луговський (Таштагольський район)
Луговськи́й (рос. Луговской) — селище у складі Таштагольського району Кемеровської області, Росія. Входить до складу Каларського сільського поселення.

## Населення
Населення — 14 осіб (2010; 5 у 2002).
Національний склад (станом на 2002 рік):
- росіяни — 100 %